# Nengón
El nengón es un género musical originario de la isla de Cuba.  Es considerado como el precursor del changüí y el son, desarrollados en el oriente de Cuba, específicamente en la provincia de Guantánamo.

## Características
El nengón se caracteriza, en oposición al changüí y el son, por una mayor simplicidad en su ejecución, con pocas o ninguna síncopa. Los principales subgéneros de nengón que se dan a lo largo del siglo XIX en la parte oriental de Cuba son el nengón de montuno, el nengón del cauto, el nengón serrano y el nengón de changüí.[cita requerida]
Originalmente, era interpretado con un instrumento conocido como tingo talango, que hacía las veces de bajo.  Este instrumento de origen congolés consiste en una rama de árbol flexible que, en forma de arco, tensiona una cuerda  atada al extremo de la rama y a una piedra enterrada en el suelo.
Con el tiempo, el tingo talango fue sustituido por la marímbula y el nengón “moderno" comenzó a interpretarse con la misma instrumentación del changüi.